# آندریا کیوراتو
آندریا کیوراتو (ایتالیایی: Andrea Chiurato؛ زادهٔ ۷ فوریهٔ ۱۹۶۵) دوچرخه‌سوار اهل ایتالیا است.
وی در مسابقات کشوری و بین‌المللی در مجموع برندهٔ ۱ مدال نقره شده‌است.